# Santo Domingo, Kuba (ort)
Santo Domingo är en ort i Kuba.   Den ligger i provinsen Provincia de Villa Clara, i den centrala delen av landet, 230 km öster om huvudstaden Havanna. Santo Domingo ligger 51 meter över havet och antalet invånare är 45 476.
Terrängen runt Santo Domingo är platt. Runt Santo Domingo är det ganska tätbefolkat, med 72 invånare per kvadratkilometer. Det finns inga andra samhällen i närheten. Trakten runt Santo Domingo består till största delen av jordbruksmark.